# Matteo Messina Denaro

Passbild von Matteo Messina Denaro aus seinem Führerschein

Matteo Messina Denaro (* 26. April 1962 in Castelvetrano auf Sizilien; † 25. September 2023 in L’Aquila) war ein Anführer in der Position Capo dei Capi (Boss der Bosse) der sizilianischen Cosa Nostra. Sein Spitzname war U siccu (sizilianisch für „der Dürre“), er wurde auch Diabolik oder Rolex genannt.
Nach der Verhaftung von Salvatore Lo Piccolo 2007 galt er als möglicher alleiniger Nachfolger von Bernardo Provenzano und Salvatore Riina und damit als potenzieller Oberster der sizilianischen Mafia. Sein Vater Francesco Messina Denaro war ebenfalls eine Führungspersönlichkeit der Mafia und unter dem Namen Don Ciccio bekannt.
Denaro tauchte 1993 unter. Mehrere Versuche, ihn durch Razzien zu fassen, blieben erfolglos. Am Morgen des 16. Januar 2023 wurde er schließlich in der Privatklinik „La Maddalena“ in Palermo festgenommen, als er sich einer Krebstherapie unterziehen wollte.

## Biografie
Matteo Messina Denaro wurde in eine Mafiafamilie geboren. Sein Vater Francesco Messina Denaro leitete in den 1970er Jahren die Familie von Castelvetrano. Francesco Denaro tauchte ebenfalls unter und starb 1998 im Untergrund. Die Provinz Trapani galt neben Palermo als stärkste Basis der Cosa Nostra. Mit 14 Jahren lernte Matteo Messina Denaro zu schießen; mit 18 habe er angeblich seinen ersten Mord begangen und sei dadurch schnell in der sizilianischen Mafia aufgestiegen. Ab 1992 gehörte er mutmaßlich zur Führungsriege der Cosa Nostra. Er arbeitete mit anderen Führungsmitgliedern wie Bernardo Provenzano († 2016) und Totò Riina († 2017) zusammen. Denaro gehörte stellvertretend sowohl zum Gremium, das die Attentate auf Giovanni Falcone und Paolo Borsellino beschloss, als später auch zum nachfolgenden „Direktorium“ Provenzanos. Somit gehörte er zur Generation jener Paten der Prima Grandezza, die in den Neunzigerjahren mit Bombenanschlägen und Massakern den italienischen Staat herausforderten. 1993 tauchte er mit 31 Jahren unter.
Im Mai 2002 wurde er für seine Mittäterschaft bei diesen Attentaten in Abwesenheit zu einer lebenslangen Freiheitsstrafe verurteilt. Auch an einer Attentatswelle auf dem italienischen Festland in den Jahren 1993 bis 1995 sei er aktiv beteiligt gewesen. 1993 wurde in einem durchsuchten Haus in Mazara del Vallo ein Liebesbrief von Denaro an seine vormalige Freundin gefunden, in dem gestanden haben soll:

„Ich muss gehen, aber ich kann dir die Gründe dafür nicht erklären. Momentan spricht vieles gegen mich. Ich kämpfe für eine Sache, welche in dieser Zeit noch nicht verstanden werden kann. Aber eines Tages werden die Menschen sehen, dass ich auf der richtigen Seite gestanden habe.“

Die Inhalte weiterer Briefe aus den Jahren 2005 und 2006 wurden später veröffentlicht. Darin lästerte er über den „alten Provenzano“, klagte darüber, dass die Justiz „verrottet“ sei und die Cosa Nostra an Bedeutung verloren habe. Zugleich kündigte er an: „Man wird noch viel von mir sprechen.“
Neben der italienischen Polizei suchte auch das amerikanische FBI nach ihm, das in ihm einen der gefährlichsten Drogenhändler der Welt sah. Er soll enge Kontakte zu großen Drogenhändlern in Kolumbien und zur kalabrischen ’Ndrangheta unterhalten haben. Ab der Verhaftung von Bernardo Provenzano im Jahr 2006 galt er als ein möglicher neuer Kopf der Cosa Nostra. Messina Denaro war der Capomafia der Provinz Trapani, seitdem Vincenzo Virga im Jahr 2001 festgenommen wurde.
Bis dahin nur „capo-mandamento“ von Castelvetrano und dem umgebenden Territorium, schweißte Messina Denaro die ganze Provinz zu einem einzigen Mandamento unter seinem Kommando zusammen. Insbesondere nach der Festnahme Salvatore Lo Piccolos im Jahr 2007 habe er zudem auch an Einfluss in der Provinz Palermo gewonnen. Mit der Familie von Brancaccio (einem Stadtteil von Palermo) unterhielt er angeblich enge Verbindungen; mit Giuseppe und Filippo Guttadauro, den Regenten der Familie, sei er durch Heirat verwandt gewesen. Im Jahr 2000 entging er nur knapp der Festnahme auf dem Territorium von Brancaccio; zudem fand man heraus, dass er sich eine Zeitlang auch in der traditionellen Mafia-Hochburg Bagheria versteckt gehalten hatte. Mitte 2010 wurde sein Bruder Salvatore Messina Denaro festgenommen, der als Mittler und enger Vertrauter für Matteo fungiert haben soll.
Italienischen Ermittlern zufolge soll Denaro im Lauf seiner Verbrecherkarriere mindestens 50 Menschen persönlich umgebracht oder umbringen lassen haben, beispielsweise Vincenzo Milazzo und dessen Freundin Antonella Bonomo. Milazzo sei ein Mafiakollege auf derselben Seite wie Messina Denaro gewesen; allerdings habe er das Vertrauen seiner eigenen Leute verloren. Eine ganze Reihe von Mafiamitgliedern, unter anderen auch Leoluca Bagarella, der Schwager Salvatore Riinas, sei an dem Doppelmord beteiligt gewesen. Im November 1993 soll Denaro an der Entführung des zwölfjährigen Jungen Giuseppe Di Matteo beteiligt gewesen sein, der 779 Tage von der Mafia festgehalten worden sein soll, damit dessen Vater eine Aussage zum Mord an dem italienischen Anti-Mafia-Richter Giovanni Falcone zurückziehe. Giuseppe Di Matteo wurde am Ende erdrosselt und sein Körper in Säure aufgelöst.

### Ermittlungen und Festnahme

Matteo Messina Denaro, Fahndungsfoto der Polizei, 2023

Die Behörden versuchten viele Male, Denaro zu verhaften. In den drei Jahrzehnten bis zu seiner Festnahme hatte die Polizei ihn bei unzähligen Razzien auf Sizilien immer wieder verpasst. Ab den 2000er Jahren hatten die Ermittler versucht, ihn mit Hilfe von Festnahmen in seinem Umfeld und Beschlagnahmungen zu isolieren. Behördenvertreter sagten, Denaro habe ein Netz von Komplizen in Sizilien gehabt, speziell in der Region im Westen von Trapani. Am 13. März 2018 wurden zwölf Männer gefasst, die mit Denaro in Verbindung gestanden haben sollen.
Wegen seiner Beteiligung an Bombenanschlägen im Jahr 1992, bei denen die gegen die Mafia vorgehenden Richter Giovanni Falcone und Paolo Borsellino sowie sieben weitere Menschen getötet und hundert verletzt wurden, verurteilte ein Gericht auf Sizilien Denaro im Oktober 2020 in Abwesenheit zu lebenslanger Haft.
Die einzige Stimmaufnahme Denaros stammte aus einer Gerichtsverhandlung in Palermo in den 1990er Jahren. Außerdem war ein handgeschriebener Liebesbrief bekannt, den er vor seinem Untertauchen 1993 verfasst haben soll (s. o.).
Letztlich war es die Erkrankung Denaros, die die Polizei auf seine Spur führte. Die Polizei hatte Wohnungen der Familienangehörigen Denaros verwanzt. Bei den Abhörprotokollen fiel auf, dass die Angehörigen zwar nie namentlich von Denaro selbst sprachen, aber über „Personen mit Krebserkrankung“ und „Krebsoperationen“ in allgemeinen Ausdrücken. Im Internet nutzten die Angehörigen bei der Suche vielfach Begriffe wie „Morbus Crohn“ und „Leberkrebs“. Daraus schlossen die Ermittlungsbehörden, dass Denaro wahrscheinlich erkrankt war. Die weiteren Ermittlungen ergaben, dass ein Mann namens Andrea Bonafede in den Jahren 2020 und 2021 zweimal in Palermo operiert worden war. Andrea Bonafede war der Neffe des verstorbenen ehemaligen Mafiabosses Leonardo Bonafede. Die Analyse der Telefonverbindungen Bonafedes zeigte, dass dieser unmöglich zum Zeitpunkt einer der beiden Operationen in Palermo gewesen sein konnte, sodass wahrscheinlich jemand anders unter seinem Namen operiert worden war. Als eine Person unter diesem Namen einen Termin für eine Chemotherapie in der Privatklinik La Maddalena in Palermo buchte, war die Polizei alarmiert. Am Morgen des 16. Januar 2023 wurden mehr als 100 bewaffnete Polizisten der Carabinieri-Spezialeinheit ROS vor der Klinik zusammengezogen und der angebliche Andrea Bonafede, der gerade für den Corona-Test anstand, widerstandslos festgenommen. Er gab ohne Umschweife seine wahre Identität als Matteo Messina Denaro zu.
Seine Festnahme erfolgte 30 Jahre nach der des Cosa-Nostra-Führungsmitglieds Salvatore Riina, der am 15. Januar 1993 ebenfalls in Palermo in Gewahrsam genommen worden war. Die Ermittlungen, die zur Festnahme von Denaro führten, wurden von den Staatsanwälten Maurizio de Lucia und Paolo Guido aus Palermo geleitet.

### Tod
Matteo Messina Denaro starb am 25. September 2023 im Alter von 61 Jahren im Krankenhaus in L’Aquila, in dem er ab dem 8. August 2023 wegen eines fortgeschrittenen Darmkarzinoms behandelt wurde. Nach zwei erfolglosen Operationen lag er zuletzt im Koma. Auf seinen testamentarisch hinterlegten Wunsch hin stellten die Ärzte drei Tage vor seinem Tod die künstliche Ernährung ein. Bis zuletzt weigerte er sich, mit den Justizbehörden zusammenzuarbeiten.

## Mystifizierung
Denaro galt ab seinem Untertauchen im Juni 1993 als Fantasma (Gespenst). Keine Überwachungskamera hatte je sein Gesicht aufgenommen; es lag kein Stimmdokument (außer dem angeblichen aus den 1990er Jahren; s. o.) vor. Es existierten nur einige jahrzehntealte Fotos von ihm.
Messina Denaro kommunizierte wie sein Vorgänger Bernardo Provenzano unter anderem über sogenannte Pizzini, über die er codierte Befehle an seine Untergebenen gab.

## Bedeutung
Sandro Mattioli vom Verein mafianeindanke bilanzierte nach der Festnahme Denaros 2023, es sei vor allem ein symbolischer Erfolg für die Ermittlungsbehörden. Er hoffe, dass sich mit der Verhaftung auch kläre, weshalb Denaro so lange untergetaucht bleiben konnte. Dahinter steht die von Mafiakennern vertretene Ansicht, dass es möglicherweise geheime Absprachen zwischen der Cosa Nostra und italienischen Politikern gab. Die Cosa Nostra habe in den Jahren vor der Festnahme ihre Strategie deutlich verändert und weniger Morde begangen. Denaros Verhaftung spreche dafür, dass er nicht mehr so geschützt war wie früher, so Mattioli.
Die unter Denaros Einfluss begangenen Bombenanschläge auf die Mafia-Jäger Falcone und Borsellino verringerten die Akzeptanz der Cosa Nostra in der italienischen Gesellschaft.

## Rezeption und Film und Literatur
2008 erschien bei Stampa Alternativa in Viterbo das Buch Lettere a Svetonio. Il capo di Cosa Nostra si racconta des trapanischen Autors Salvatore Mugno. Das Buch ist eine Sammlung von kommentierten Schreiben, die der untergetauchte Mafiaboss Matteo Messina Denaro unter dem Namen Alessio an einen gewissen Tonino Vaccarino alias „Svetonio“ geschrieben hat. 
2020 drehten Cyprien Dhaes und Caroline Du Saint den Dokumentarfilm Matteo Messina Denaro: Cosa Nostra’s Last Godfather, in dem neben Fahndern, Richtern und Polizisten auch ehemalige Informanten und Mitglieder der Mafia zu Wort kommen.
2023 veröffentlichte der Journalist Benny Calasanzio Borsellino, wie Denaro in Castelvetrano geboren, den Kriminalroman „Il boss è morto. Romanzo criminale di Matteo Messina Denaro fra storia e finzione“. Borsellino, dessen Großvater und dessen Onkel 1992 von der Cosa Nostra umgebracht worden sind, vertritt die These, dass die Mafia weiterhin im Verborgenen blüht, möglicherweise stärker als je zuvor.
2024 hatte der Film Iddu von Fabio Grassadonia und Antonio Piazza in Venedig Premiere. In dem Film geht es um die Beziehungen zwischen Denaro und einem Zuträger der Polizei und alten Freund und Komplizen Denaros, der Kontakte mit dem im Untergrund verschwundenen Mafiaboss aufrechterhält.